# 이슬비 (컬링 선수)
이슬비(1988년 6월 25일~)는 대한민국의 여자 컬링 선수이다. 2014년 동계 올림픽에 출전하였다.

## 출신 학교
- 군위초등학교
- 군위여자중학교
- 의성여자고등학교

## 경력
- ~ 2017년 12월: 경기도청
- 2012년:  세계 여자 컬링 선수권대회 대한민국 국가대표
- 2014년: 제22회 소치 동계올림픽 대한민국 여자 컬링 국가대표
- 2018년:  제23회 평창 동계 올림픽 SBS 컬링 해설위원